# Fed Cup de 2018
A Fed Cup de 2018 foi a 56ª edição do mais importante torneio entre países do tênis feminino.

## Grupo Mundial
Oito equipes disputaram o título em três rodadas eliminatórias.
|  |                                               |                                    |                                            |                                        |   |                             |                                  |                             |  |  |                           |                           |                           |
|  | Primeira fase 10 e 11 de fevereiro            | Primeira fase 10 e 11 de fevereiro | Primeira fase 10 e 11 de fevereiro         |                                        |   | Semifinais 21 e 22 de abril | Semifinais 21 e 22 de abril      | Semifinais 21 e 22 de abril |  |  | Final 10 a 11 de novembro | Final 10 a 11 de novembro | Final 10 a 11 de novembro |
|  | Primeira fase 10 e 11 de fevereiro            | Primeira fase 10 e 11 de fevereiro | Primeira fase 10 e 11 de fevereiro         |                                        |   | Semifinais 21 e 22 de abril | Semifinais 21 e 22 de abril      | Semifinais 21 e 22 de abril |  |  | Final 10 a 11 de novembro | Final 10 a 11 de novembro | Final 10 a 11 de novembro |
|  | Minsk, Bielorrúsia – duro (coberto)           |                                    |                                            |                                        |   |                             |                                  |                             |  |  |                           |                           |                           |
|  |                                               |                                    |                                            |                                        |   |                             |                                  |                             |  |  |                           |                           |                           |
|  | 1                                             | Bielorrússia                       | 2                                          |                                        |   |                             |                                  |                             |  |  |                           |                           |                           |
|  | 1                                             | Bielorrússia                       | 2                                          | Stuttgart, Alemanha – saibro (coberto) |   |                             |                                  |                             |  |  |                           |                           |                           |
|  |                                               | Alemanha                           | 3                                          |                                        |   |                             |                                  |                             |  |  |                           |                           |                           |
|  |                                               | Alemanha                           | 3                                          |                                        |   | Alemanha                    | 1                                |                             |  |  |                           |                           |                           |
|  | Praga, Tchéquia – duro (coberto)              |                                    |                                            |                                        |   | Alemanha                    | 1                                |                             |  |  |                           |                           |                           |
|  |                                               |                                    | 3                                          | Chéquia                                | 4 |                             |                                  |                             |  |  |                           |                           |                           |
|  | 3                                             | Chéquia                            | 3                                          | Chéquia                                | 4 | 3                           |                                  |                             |  |  |                           |                           |                           |
|  | 3                                             | Chéquia                            |                                            |                                        |   | 3                           | Praga, Tchéquia – duro (coberto) |                             |  |  |                           |                           |                           |
|  |                                               | Suíça                              | 1                                          |                                        |   |                             |                                  |                             |  |  |                           |                           |                           |
|  |                                               | Suíça                              | 1                                          |                                        | 3 | Chéquia                     | 3                                |                             |  |  |                           |                           |                           |
|  | Mouilleron-le-Captif, França – duro (coberto) |                                    |                                            |                                        | 3 | Chéquia                     | 3                                |                             |  |  |                           |                           |                           |
|  |                                               |                                    | 2                                          | Estados Unidos                         | 0 |                             |                                  |                             |  |  |                           |                           |                           |
|  |                                               | Bélgica                            | 2                                          | Estados Unidos                         | 0 | 2                           |                                  |                             |  |  |                           |                           |                           |
|  |                                               | Bélgica                            | Aix-en-Provence, França – saibro (coberto) |                                        |   | 2                           |                                  |                             |  |  |                           |                           |                           |
|  | 4                                             | França                             | 3                                          |                                        |   |                             |                                  |                             |  |  |                           |                           |                           |
|  | 4                                             | França                             | 3                                          |                                        |   | 4                           | França                           | 2                           |  |  |                           |                           |                           |
|  | Asheville, EUA – duro (coberto)               |                                    |                                            |                                        |   | 4                           | França                           | 2                           |  |  |                           |                           |                           |
|  |                                               |                                    | 2                                          | Estados Unidos                         | 3 |                             |                                  |                             |  |  |                           |                           |                           |
|  |                                               | Países Baixos                      | 2                                          | Estados Unidos                         | 3 | 1                           |                                  |                             |  |  |                           |                           |                           |
|  |                                               | Países Baixos                      |                                            |                                        |   |                             |                                  |                             |  |  |                           |                           |                           |
|  | 2                                             | Estados Unidos                     | 3                                          |                                        |   |                             |                                  |                             |  |  |                           |                           |                           |
|  | 2                                             | Estados Unidos                     | 3                                          |                                        |   |                             |                                  |                             |  |  |                           |                           |                           |

## Grupo Mundial II
Segunda divisão da Fed Cup. As equipes vencedoras vão para a Repescagem do Grupo Mundial, enquanto que as perdedoras, para a Repescagem do Grupo Mundial II.
Datas: 10 e 11 de fevereiro.
| Cidade      | Piso             | Equipe mandante | Equipe visitante | Resultado |
| ----------- | ---------------- | --------------- | ---------------- | --------- |
| Bratislava  | duro (coberto)   | Eslováquia      | Rússia (1)       | 4–1       |
| Camberra    | grama            | Austrália       | Ucrânia (3)      | 3–2       |
| Cluj-Napoca | duro (coberto)   | Roménia (4)     | Canadá           | 3–1       |
| Chieti      | saibro (coberto) | Itália (2)      | Espanha          | 3–2       |

## Repescagem do Grupo Mundial
As equipes perdedoras da primeira rodada do Grupo Mundial enfrentam as vencedoras do Grupo Mundial II por um lugar na primeira divisão do ano seguinte.
Datas: 21 e 22 de abril.
| Cidade      | Piso             | Equipe mandante  | Equipe visitante  | Resultado |
| ----------- | ---------------- | ---------------- | ----------------- | --------- |
| Minsk       | duro (coberto)   | Bielorrússia (1) | Eslováquia        | 3–2       |
| Cluj-Napoca | saibro (coberto) | Roménia          | Suíça (2)         | 3–1       |
| Wollongong  | duro (coberto)   | Austrália        | Países Baixos (3) | 4–1       |
| Genova      | saibro           | Itália           | Bélgica (4)       | 0–4       |

- Bélgica e  Bielorrússia permanecerão no Grupo Mundial em 2019.
- Austrália e  Roménia foram promovidas e disputarão o Grupo Mundial em 2019.
- Eslováquia e  Itália permanecerão no Grupo Mundial II em 2019.
- Países Baixos e  Suíça foram rebaixadas e disputarão o Grupo Mundial II em 2019.

## Repescagem do Grupo Mundial II
As equipes perdedoras do Grupo Mundial II enfrentam as vencedoras dos zonais do Grupo I - duas da Europa/África, uma da Ásia/Oceania e uma das Américas.
Datas: 21 e 22 de abril.
| Cidade          | Piso             | Equipe mandante | Equipe visitante | Resultado |
| --------------- | ---------------- | --------------- | ---------------- | --------- |
| Khanty-Mansiysk | saibro (coberto) | Rússia (1)      | Letónia          | 2–3       |
| Cartagena       | saibro           | Espanha (2)     | Paraguai         | 3–1       |
| Montreal        | duro (coberto)   | Canadá          | Ucrânia (3)      | 3–2       |
| Miki            | duro (coberto)   | Japão           | Grã-Bretanha (4) | 3–2       |

- Canadá e  Espanha permanecerão no Grupo Mundial II em 2019.
- Japão e  Letónia foram promovidas e disputarão o Grupo Mundial II em 2019.
- Grã-Bretanha e  Paraguai permanecerão nos respectivos zonais em 2019.
- Rússia e  Ucrânia foram rebaixadas e disputarão os respectivos zonais em 2019.

## Zonal das Américas
Os jogos de cada grupo acontecem ao longo de uma semana em sede única, previamente definida.

### Grupo I
a) Round robin: todas contra todas em seus grupos (2);
b) Eliminatórias: primeira colocada contra primeira (a vencedora joga a Repescagem do Grupo Mundial II); segunda contra segunda (decisão do 3º e 4º lugar) e última do grupo menor contra a penúltima do maior (a perdedora deste é rebaixada junto com a última do grupo maior para o grupo II do zonal).
Datas: 7 a 10 de fevereiro.
Repescagem de promoção
| Cidade   | Piso   | Equipe 1 | Equipe 2 | Resultado |
| -------- | ------ | -------- | -------- | --------- |
| Assunção | saibro | Paraguai | Brasil   | 2–0       |

- Paraguai disputará a Repescagem do Grupo Mundial II.
- Guatemala e  Venezuela foram rebaixadas e disputarão o Grupo II em 2019.

### Grupo II
a) Round robin: todas contra todas em seus grupos (4);
b) Eliminatórias: em cada local, primeiras colocadas contra primeiras (as vencedoras são promovidas para o grupo I do zonal), segundas contra segundas (decisão do 3º ao 4º lugar) e terceiras contra terceiras (decisão do 5º ao 6º lugar).
Datas: 18 a 23 de junho (Zona A) e 18 a 21 de julho (Zona B).
Repescagem de promoção
| Cidade             | Piso   | Equipe 1 | Equipe 2 | Resultado |
| ------------------ | ------ | -------- | -------- | --------- |
| Metepec (Zona A)   | duro   | México   | Peru     | 2–0       |
| Guaiaquil (Zona B) | saibro | Equador  | Bahamas  | 2–0       |

- Equador e  México foram promovidas e disputarão o Grupo I em 2019.

## Zonal da Ásia e Oceania
Os jogos de cada grupo acontecem ao longo de uma semana em sede única, previamente definida.

### Grupo I
a) Round robin: todas contra todas em seus grupos (2);
b) Eliminatórias: primeira colocada contra primeira (a vencedora joga a Repescagem do Grupo Mundial II) e segunda contra segunda (decisão do 3º e 4º lugar); última de um grupo contra penúltima de outro, e vice-versa (as perdedoras são rebaixadas para o grupo II do zonal).
Datas: 7 a 10 de fevereiro.
Repescagem de promoção
| Cidade    | Piso | Equipe 1    | Equipe 2 | Resultado |
| --------- | ---- | ----------- | -------- | --------- |
| Nova Déli | duro | Cazaquistão | Japão    | 1–2       |

- Japão disputará a Repescagem do Grupo Mundial II.
- Hong Kong e  Taipé Chinesa foram rebaixadas e disputarão o Grupo II em 2019.

### Grupo II
a) Round robin: todas contra todas em seus grupos (2 grupos com 3 e 2 grupos com 4);
b) Eliminatórias: colocações correspondentes de grupos diferentes (combinando A com D e B com C) se enfrentam. As duas vencedoras entre os jogos de primeiras colocadas são promovidas ao grupo I do zonal. As segundas colocadas decidem 5º a 8º lugares; terceiras, 9º a 12º lugares.
Datas: 6 a 10 de fevereiro.
Repescagem de promoção
| Cidade       | Piso | Equipe 1    | Equipe 2            | Resultado |
| ------------ | ---- | ----------- | ------------------- | --------- |
| Madinat 'Isa | duro | Uzbequistão | Indonésia           | 0–3       |
| Madinat 'Isa | duro | Singapura   | Oceania do Pacífico | 1–2       |

- Indonésia e Oceania do Pacífico foram promovidas e disputarão o Grupo I em 2019.

## Zonal da Europa e África
Os jogos de cada grupo acontecem ao longo de uma semana em sede única, previamente definida.

### Grupo I
a) Round robin: todas contra todas em seus grupos (4);
b) Eliminatórias: em dois jogos cada segmento, primeiras colocadas contra primeiras (as vencedoras jogam a Repescagem do Grupo Mundial II), segundas contra segundas (decisão do 5º ao 8º lugar), terceiras contra terceiras (decisão do 9º ao 12º lugar) e últimas contra últimas (as perdedoras são rebaixadas para o grupo II do zonal).
Datas: 7 a 10 de fevereiro.
Repescagem de promoção
| Cidade  | Piso           | Equipe 1     | Equipe 2 | Resultado |
| ------- | -------------- | ------------ | -------- | --------- |
| Tallinn | duro (coberto) | Sérvia       | Letónia  | 1–2       |
| Tallinn | duro (coberto) | Grã-Bretanha | Hungria  | 2–0       |

- Grã-Bretanha e  Letónia disputarão a Repescagem do Grupo Mundial II.
- Áustria e  Portugal foram rebaixadas e disputarão o Grupo II em 2019.

### Grupo II
a) Round robin: todas contra todas em seus grupos (2);
b) Eliminatórias: primeira de um grupo contra segunda de outro, e vice-versa (as vencedoras são promovidas para o grupo I do zonal); e penúltima de um grupo contra última de outro, e vice-versa (as perdedoras são rebaixadas para o grupo III do zonal).
Datas: 18 a 21 de abril.
Repescagem de promoção
| Cidade | Piso   | Equipe 1  | Equipe 2   | Resultado |
| ------ | ------ | --------- | ---------- | --------- |
| Atenas | saibro | Grécia    | Luxemburgo | 2–1       |
| Atenas | saibro | Dinamarca | Israel     | 2–1       |

- Dinamarca e  Grécia foram promovidas e disputarão o Grupo I em 2019.
- Egito e  Noruega foram rebaixadas e disputarão o Grupo III em 2019.

### Grupo III
a) Round robin: todas contra todas em seus grupos (4);
b) Eliminatórias: em dois jogos cada segmento, primeiras colocadas contra primeiras (as vencedoras são promovidas para o grupo II do zonal), segundas contra segundas (decisão do 5º ao 8º lugar) e terceiras contra terceiras (decisão do 9º ao 12º lugar).
Datas: 16 a 21 de abril.
Repescagem de promoção
| Cidade          | Piso   | Equipe 1      | Equipe 2 | Resultado |
| --------------- | ------ | ------------- | -------- | --------- |
| Tunis (Zona A)  | duro   | Lituânia      | Tunísia  | 1–2       |
| Ulcinj (Zona B) | saibro | África do Sul | Malta    | 2–1       |

- África do Sul e  Tunísia foram promovidas e disputarão o Grupo II em 2019.